# Ciochowice

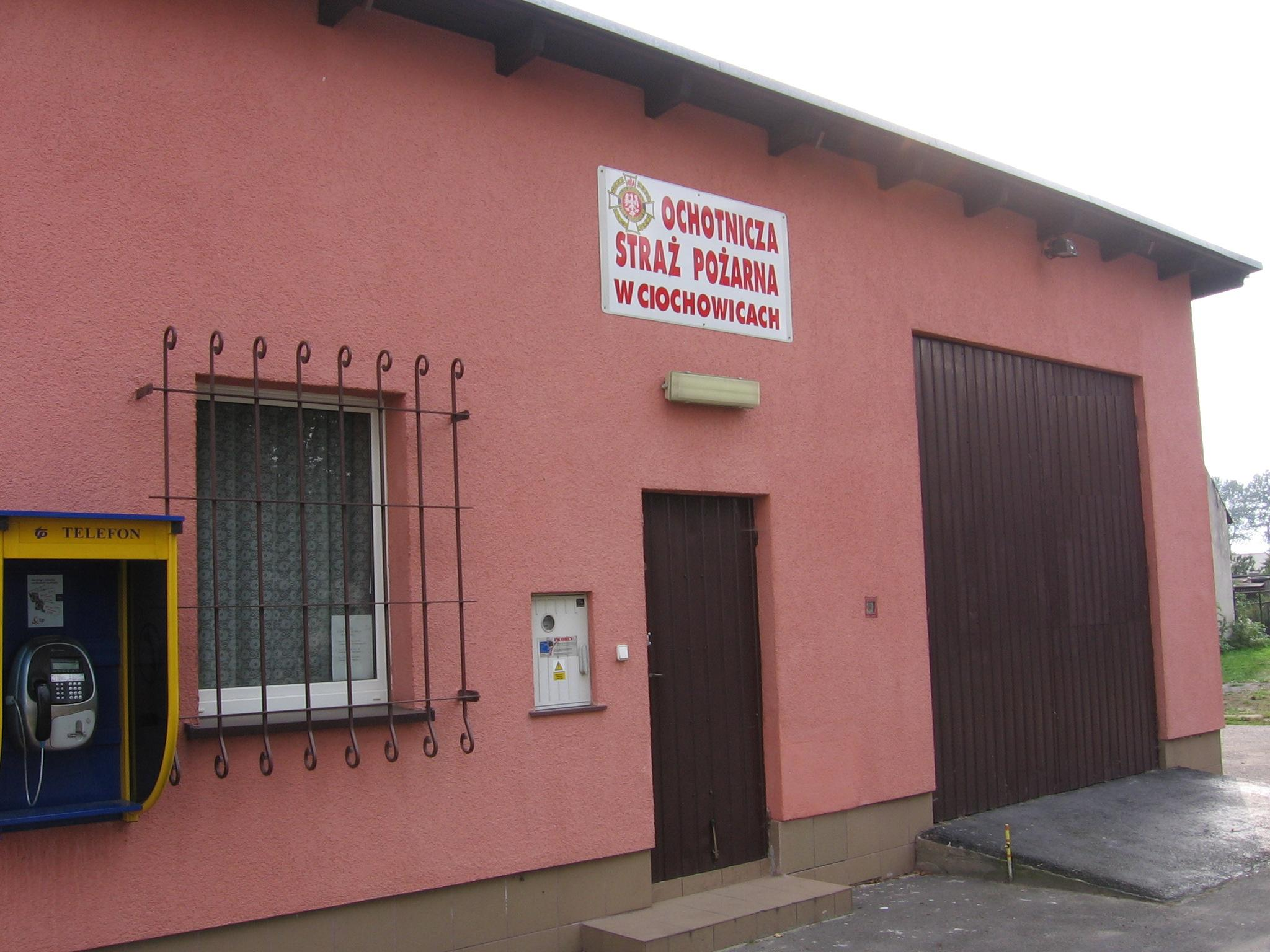
Ciochowice – Remiza Ochotniczej Straży Pożarnej

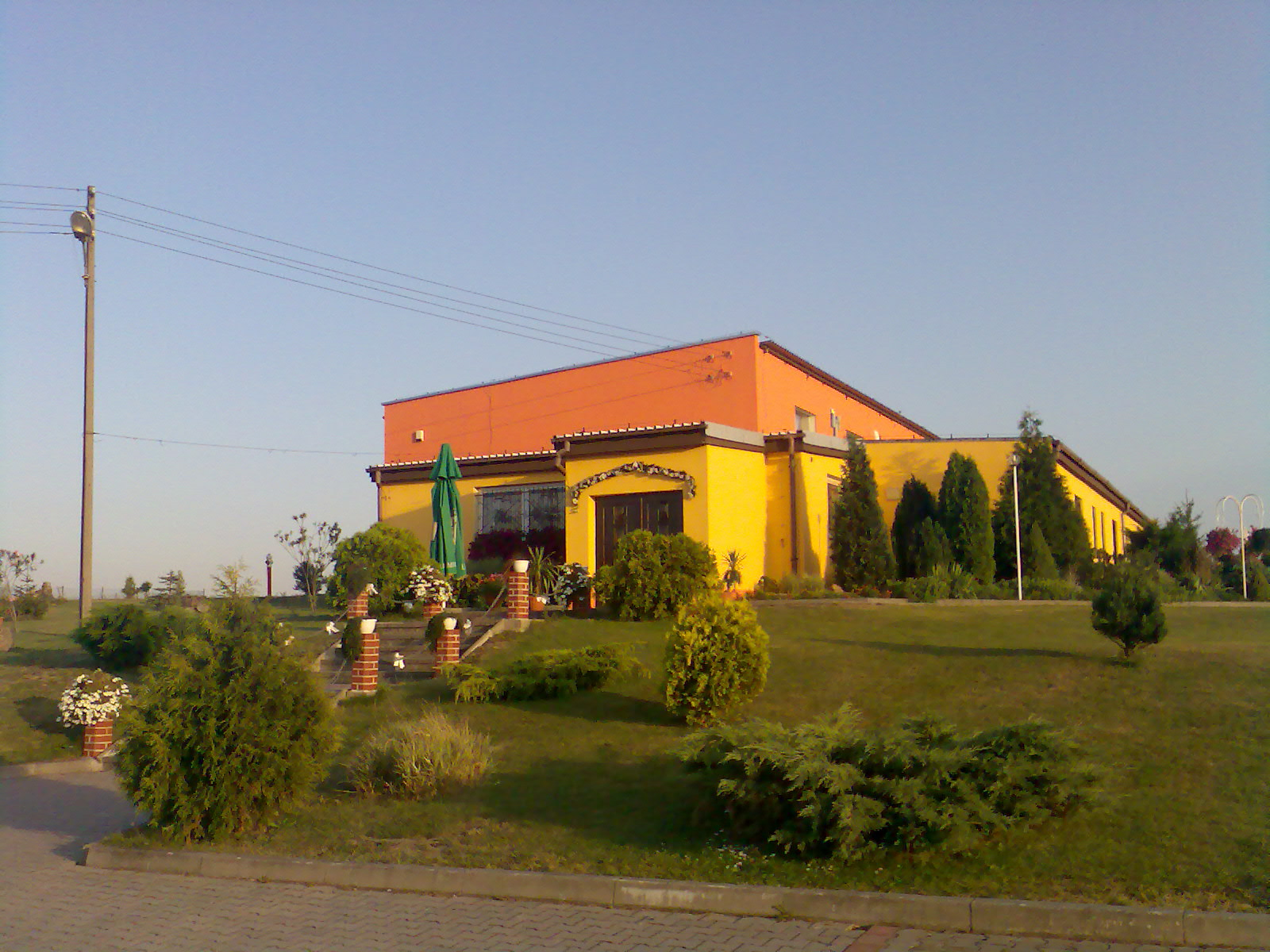
Ciochowice – Sala sportowo-taneczna

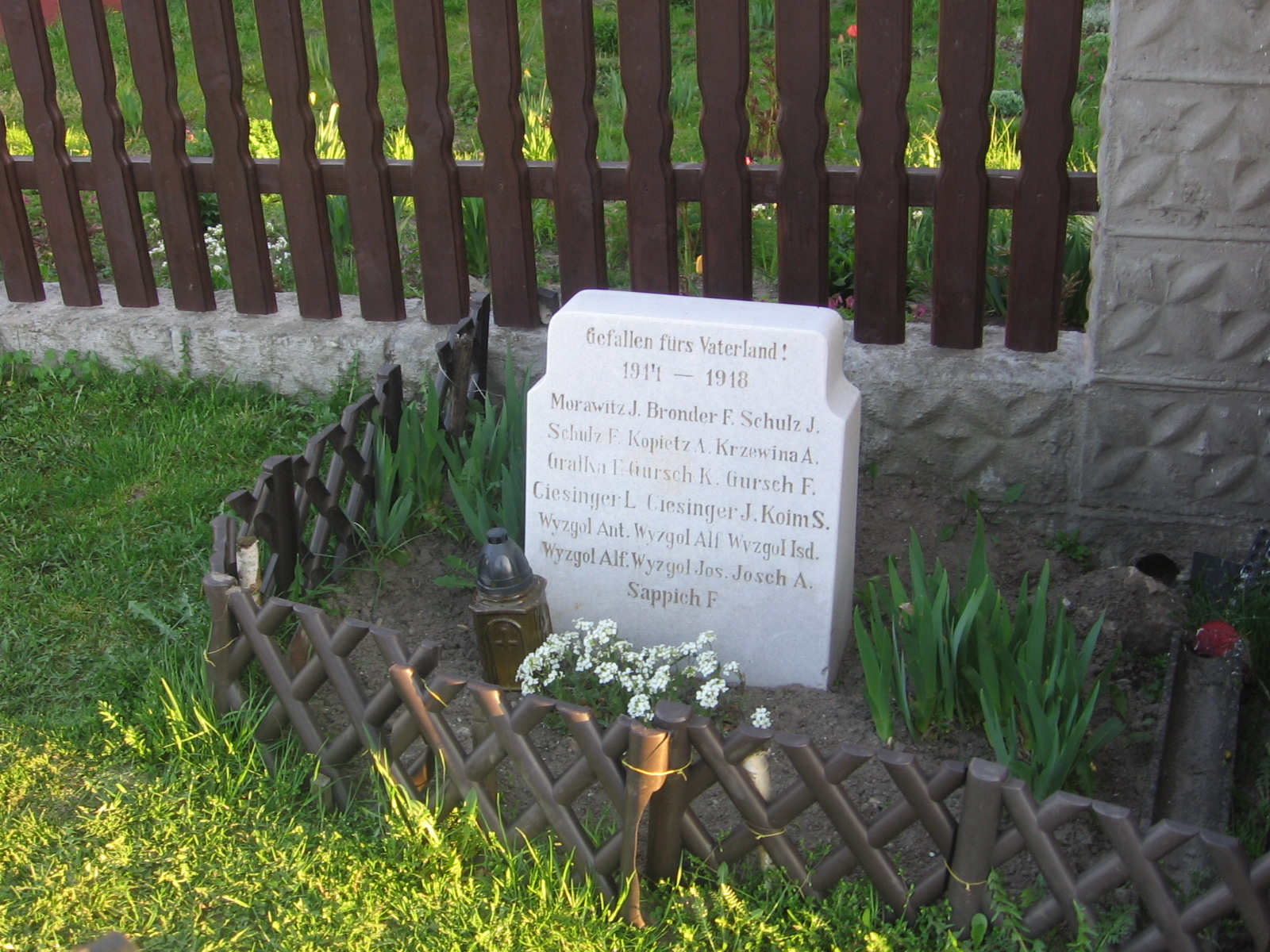
Ciochowice – Tablica pamiątkowa

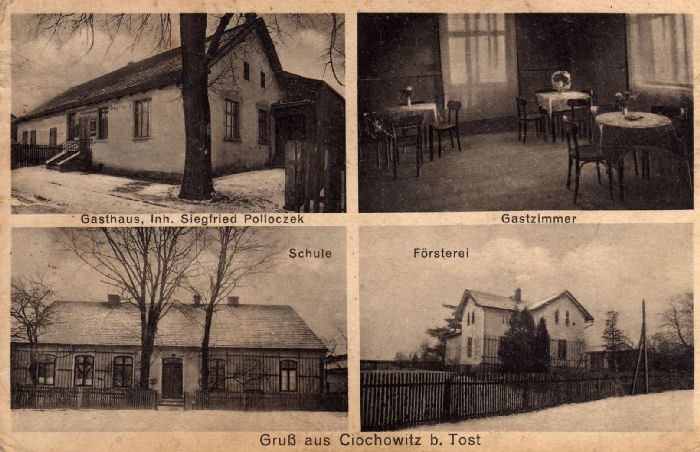
Ciochowice – Pocztówka z 1932 roku

Ciochowice (niem. Ciochowitz, 1936-1945 Stillenort) – wieś sołecka w Polsce, położona w województwie śląskim, w powiecie gliwickim, w gminie Toszek.
Wierni Kościoła rzymskokatolickiego należą do parafii św. Katarzyny Aleksandryjskiej w Toszku.
W okresie II wojny światowej w granicach III Rzeszy. Jako ziemie odzyskane przyłączone do Polski w 1945. W latach 1945–1950 w granicach województwa śląskiego, w latach 1950–1975 w granicach tzw. dużego województwa katowickiego (w latach 1953-56 przemianowanego na stalinogrodzkie), a w latach 1975–1998 w granicach tzw. małego województwa katowickiego. W latach 1946–1954 wchodziły w skład Gminy Pławniowice, do reformy wprowadzającej gromady, natomiast od 1 stycznia 1973 stały się częścią Gminy Toszek.

## Integralne części wsi
| SIMC    | Nazwa   | Rodzaj    |
| ------- | ------- | --------- |
| 0222479 | Gajówka | część wsi |

## Informacje ogólne
Ciochowice leżą około 3 km na południe od Toszka, w dolinie strumyka będącego dopływem Potoku Toszeckiego.
Najbliższymi miejscowościami są: Pisarzowice, Boguszyce, Słupsko, Bycina oraz Toszek.
We wsi znajduje się remiza Ochotniczej Straży Pożarnej, powstała w 1888 roku, przy której działa Młodzieżowa Drużyna Pożarnicza – MDP Ciochowice, znajduje się również przystanek autobusowy, sala sportowo-taneczna oraz leśniczówka nadleśnictwa Rudziniec.

## Władze
Miejscowość stanowi samodzielne sołectwo, które obejmuje obszar o powierzchni 439,8513 ha. W wyborach do Rady Miejskiej w Toszku Ciochowice należy do okręgu wyborczego nr 3, któremu przysługuje 1 mandat. Okręg ten współtworzy również sołectwo Pisarzowice.

## Nazwa
Dawne zapisy nazwy Ciochowice świadczą, że nazwa przez stulecia niewiele się zmieniła:
- Shzouitz (1302)
- Tiachowicze (1537) (czyt. Ciachowice)
- Tiachowice (1539) (czyt. Ciachowice)
- Tiachowitz (1540) (czyt. Ciachowic)
- Chiechowic (1679)
- Scheihowitz (1782)
- Ciochowitz (przed 1936)
- Stillenort (12.02.1936 – 1945)
- Ciochowice (od 1946)[8]

## Historia

### Średniowiecze
Pierwsza wzmianka o wsi pochodzi z 16 lutego 1302 roku, z bulli papieża Bonifacego VIII, w której zatwierdza on wszystkie posiadłości, jakie kiedykolwiek otrzymał klasztor cystersów z Jemielnicy. Pierwotnie należała do tego klasztoru, na rzecz którego, musiała płacić dziesięcinę, następnie przeszła do klucza dóbr toszecko-pyskowickich. Występują słabo widoczne ślady grodziska z XII–XIV wieku. Krążą legendy o istniejącym tu niegdyś zamku, o zamurowanych w jego lochach Krzyżakach i ogromnym skarbie.

### Nowożytność
W 1539 należały do Jana Starzimskiego. W 1790 hrabia Henryk Leopold von Seherr-Thoss zakupił Ciochowice za 300 000 talarów, włączając je do dominium bycińskiego. Za 280 000 talarów przeszły w 1838 pod panowanie rodziny Hohenlohe-Öhringen. Od 1780 roku dzieci z Ciochowic uczęszczały do szkoły w sąsiedniej Bycinie, aż do 1876, czyli powstania szkoły podstawowej w samych Ciochowicach.

### Historia najnowsza
W drugiej połowie XIX wieku we wsi znajdował się młyn, który według legendy został pochłonięty przez bagno. 20 marca 1888 roku założona została Ochotnicza Straż Pożarna, działająca nieformalnie od 1883. W 1906 roku w ogrodzie szkolnym wykopano młot kamienny pochodzący z neolitu. Znalezisko liczy ponad 3000 lat. Miejscowy nauczyciel przekazał je do Muzeum w Gliwicach. Przed II wojną światową wieś należała administracyjnie do Niemiec. W plebiscycie w 1921 roku za Polską opowiedziało się 80%, a za Niemcami 20% uprawnionych do głosowania. W 1946 roku nazwa wsi dostosowana została do wymowy ludowej – Ciochowice. W latach 1946–1954 wchodziły w skład Gminy Pławniowice, natomiast od 1 stycznia 1973 stały się częścią Gminy Toszek. W 2001 roku zlikwidowano szkołę podstawową, będącą filią szkoły w Toszku. 22 lipca 2009 roku z okazji 200-lecia powstania kapliczki wieś odwiedził biskup Jan Wieczorek.
Rozwój demograficzny wsi:
- 1910: 394 mieszkańców
- 1933: 670 mieszkańców
- 1939: 698 mieszkańców
- 2000: 539 mieszkańców
- wrzesień 2013: 374 mieszkańców (163 mężczyzn, 211 kobiet)

## Zabytki
- Kapliczka Św. Marii Magdaleny – kapliczka z 1809 roku, w szczycie przyczółek z sygnaturką, zwieńczona kutym krzyżem. Na szczycie kapliczki data jej odnowienia, rok 1909, wewnątrz polichromowana ludowa rzeźba św. Jana Nepomucena z 1800 roku i obraz Matki Boskiej Częstochowskiej na szkle z pierwszej połowy XIX wieku. Pierwotnie pod wezwaniem św. Jana Nepomucena.
- Tablica pamiątkowa – tablica pamiątkowa poświęcona mieszkańcom Ciochowic poległym w czasie I wojny światowej. Na tablicy znajduje się napis: Gefallen fürs Vaterland! 1914-1918 i 19 nazwisk.
- Krzyż drewniany – przydrożny krzyż.
- Krzyż kamienny – neogotycki krzyż z 1901 roku. U podstawy krzyża znajduje się napis: Es ist vollbracht! czyli: Dokonało się!.
- Grodzisko średniowieczne – grodzisko z XII–XIV wieku, owalne o średnicach 31 m i 36 m, wysokości 1,5 m. W 1968 roku wpisane do rejestru zabytków, stanowisko archeologiczne. Położone w zachodniej części wsi, na łąkach, po wschodniej stronie strumyka.

## Turystyka
Przez wieś przebiega szlak turystyczny:
- – Szlak Okrężny Wokół Gliwic

## Edukacja
W latach 1876–2001 we wsi funkcjonowała szkoła podstawowa, będąca filią Szkoły Podstawowej nr 1 w Toszku, kształcąca, w ostatnich latach funkcjonowania, klasy I–III. Po roku 2001 nauczanie przeniesione zostało do Szkoły Podstawowej im. Gustawa Morcinka w Toszku.

## Sport

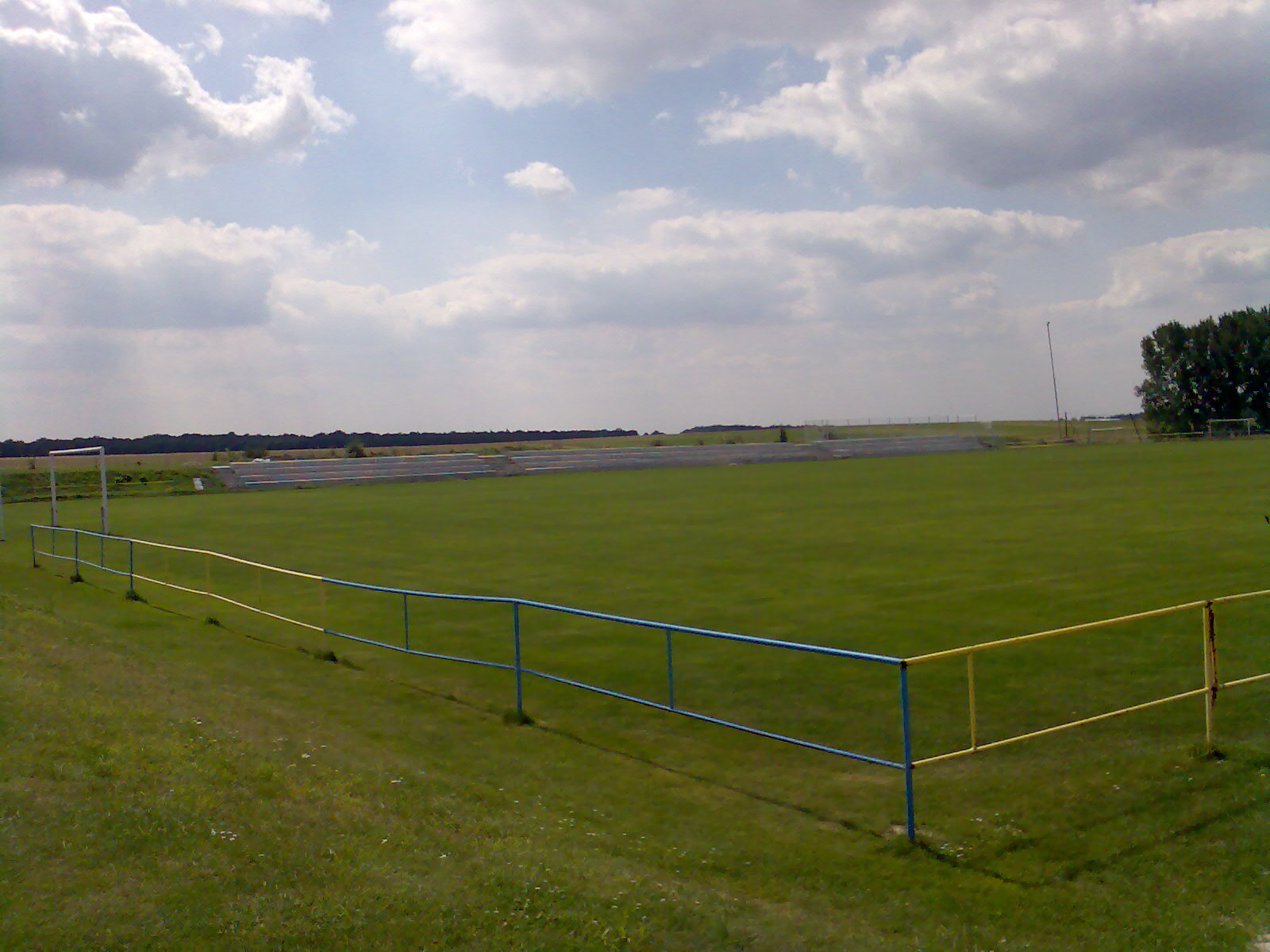
Stadion Przyszłości Ciochowice

W Ciochowicach działa Ludowy Klub Sportowy Przyszłość Ciochowice, grający obecnie w IV lidze, gr. śląskiej I.
- Barwy: niebiesko-żółte
- Prezes:  Rainhard Morawiec (od 1985)
- Trener:  Andrzej Orzeszek (od 2013)
- Stadion: Stadion w Ciochowicach, 450 miejsc
- Adres: ul. Szkolna 19, Ciochowice, 44-180 Toszek

Kalendarium:
- 1948 – założenie Klubu, jako LZS Przyszłość
- 1952 – pierwsze rozgrywki w D-klasie
- 1955 – awans do C-klasy
- 1964 – awans do B-klasy
- 1980 – awans do A-klasy
- 1985 – awans do klasy okręgowej
- 2009 – awans do IV ligi

We wsi znajduje się kompleks sportowy przy LKS Przyszłość Ciochowice, wybudowany w latach 1992–1998, przy czynnym udziale mieszkańców wsi. W latach 1999–2001 zmodernizowano boisko sportowe. W 2010 zamontowano stałe miejsca siedzące.

## Transport
- Wieś graniczy z drogą wojewódzką 907 oraz drogą krajową 94.
- Przez północne krańce wsi przebiega linia kolejowa Gliwice-Opole Główne.
- Najbliższy wjazd na autostradę: A4  Łany (284) – 9 km
- Najbliższe lotnisko:  Katowice-Pyrzowice – 50 km

## Znani Ciochowiczanie
- Krzysztof z Tiachowicz – kanclerz księstwa raciborskiego w latach 1488–1499
- Ks. Ignacy Dobiasz (1880–1941) – salezjanin męczennik, zamordowany w KL Auschwitz.

## Religia
Na terenie wsi działalność duszpasterską prowadzi kościół rzymskokatolicki. Miejscowość należy do Parafii św. Katarzyny Aleksandryjskiej w Toszku. Kilka razy w roku odprawiane są msze św. przy Kaplicy Św. Marii Magdaleny.